# San Isidro (Montes de Oro)
San Isidro es el tercer distrito del cantón de Montes de Oro, en la provincia de Puntarenas, de Costa Rica.

## Ubicación
San Isidro se ubica al Sur de Montes de Oro, limita al norte con el distrito de Miramar, al Sur, Oeste y Sureste con el cantón central de Puntarenas, y al este con Esparza.

## Geografía
San Isidro cuenta con un área de 57,71 km² y una altitud media de 150 m s. n. m.

### Cerros
La máxima elevación de San Isidro es el Cerro del Diablo, ubicado cerca del límite con Esparza. Dicho cerro se eleva por encima de los 500 m s. n. m.

### Hidrografía
Por San Isidro pasan los siguientes ríos:
- Río Ciruelas
- Río Guatuso, que separa a San Isidro de Esparza
- Río Naranjo
- Río San Miguel, que lo separa del cantón central de Puntarenas
- Río Seco, que sirve de límite con el distrito de Miramar

## Demografía
Para el año 2022, San Isidro cuenta con una población estimada de 4732 habitantes, y para el último censo efectuado, en 2011, San Isidro contaba con una población de 3403 habitantes.

## Localidades
- Poblados: Aguabuena, Ciruelas, Cuatro Cruces, Isla, San Isidro, Santa Rosa, Tiocinto.

## Transporte

### Carreteras
Al distrito lo atraviesan las siguientes rutas nacionales de carretera:
- Ruta nacional 1
- Ruta nacional 144
- Ruta nacional 604

La obra de infraestructura más notable en San Isidro es la Carretera Interamericana Norte, que cruza el suroeste del distrito. A la altura de Cuatro Cruces y del Ingenio El Palmar, la ruta 144 conecta a la Carretera Interamericana Norte con Miramar, la cabecera cantonal.